# 오시마섬 (마쓰마에정)

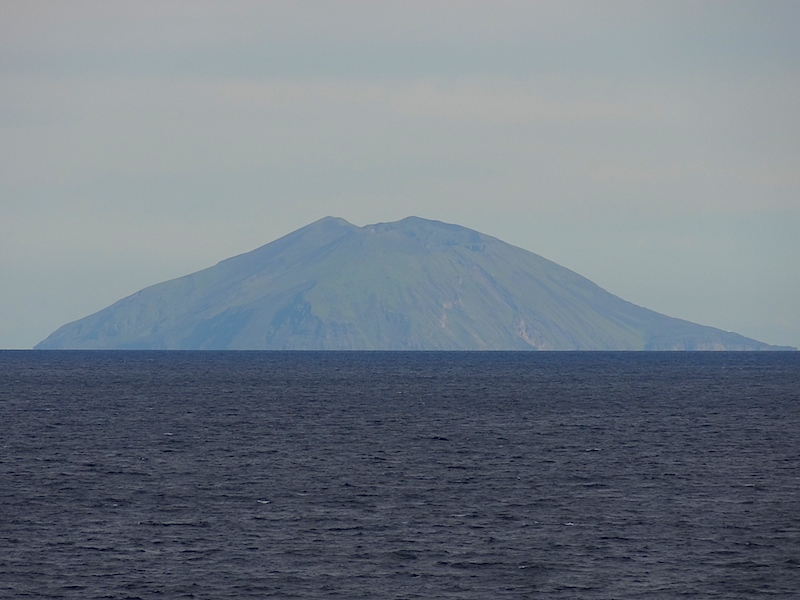
오시마섬

오시마섬(일본어: 渡島大島)는 홋카이도 마쓰마에군 마쓰마에정 해역에 있는 섬이다.
| 오시마반도 마쓰마에반도→ ←가메다반도 하코다테평야↓ 우치우라만 쓰가루 해협 ↓오쿠시리섬 ↑오시마섬 ←고지마섬 ←시모키타반도 홋카이도섬 혼슈섬 |

## 지리
오시마섬의 크기는 대략 9.73km2이다. 홋카이도와 혼슈 사이에 위치해 있다. 동경 139도 20 분 16 초의 홋카이도 서쪽에 위치한다. 남쪽에는 고지마섬이 위치해 있다.

## 분화
이 섬은 화산섬이며, 1741년에 대폭발을 일으켰다. 이때, 분화에 의해 해일이 발생하여 1,467명의 희생자를 냈다.

## 자연
오시마섬은 천연기념물로 지정되어 있다.

## 교통
오시마섬은 무인도이기 때문에 접근하기가 매우 어렵다. 일반 관광객이 출입하기 위해서는 반드시 허가를 받아야 한다.

## 같이 보기
- 고지마섬
- 오쿠시리 섬
- 오시마 지청
- 히야마 지청